# Libri antiquitatum ecclesiae cathedralis Barcinonensis
Libri antiquitatum ecclesiae cathedralis Barcinonensis o simplement Libri antiquitatum ecclesiae cathedralis és un cartulari de la catedral de Barcelona, recopilat al començament del segle XIII en quatre grans volums.
El seu nom primitiu era Liber cartarum sedis Barchinonae, encara que el nom més utilitzat és Libri antiquitatum, testimoniat el 1577. Es tracta d'una obra l'autoria de la qual és de tres o quatre persones distintes. Conté un total de 2.766 documents del segle ix al segle XIII, dividits en seccions regionals, sense ordre cronològic, referents a béns, drets i privilegis de la catedral i la mitra barcelonines; els més antics són del segle ix.
La documentació inclosa, l'obra s'inicia cronològicament el 844 i s'acaba el 1260, recollits en un ordre formal d'importància diplomàtica i funcional, els privilegis dels reis francs i dels comtes i reis de Barcelona, les decretals papals, les comissions, i els documents sobre testaments, donacions, vendes, permutes, llegats i pignoracions. Prescindint del criteri cronològic, al primer volum es posaren els textos referits a Barcelona; al segon, els d'enllà la ciutat i la zona nord-est de marina; al tercer, els pobles del Vallès, i al quart, els del Penedès i les voreres del Llobregat; tanmateix, alguns no s'atenen a cap criteri. Als documents copiats se’ls concedí valor jurídic probatori, equiparable al que s'atorgava als documents originals. Aquesta consideració es perdé amb l'aplicació de les lleis desamortitzadores del segle xix, i desaparegué bona part del recull. Les recerques modernes només han trobat uns 350 originals; la pèrdua ateny, doncs, el 87%.
L'obra, que ha passat per moltes vicissituds, ha estat molt utilitzada pels investigadors perquè dona fe dels primers testimonis documentals històrics de moltes localitats del bisbat de Barcelona i d'algunes de fora, essent nombroses les monografies locals que els esmenten. L'arxiver Josep Mas i Domènech en publicà un regest a Notes històriques del bisbat de Barcelona (1914-15) i Àngel Fàbrega i Grau publicà tots els textos anteriors a l'any 1001, amb una transcripció completa i acurada, al primer volum del Diplomatari de la Catedral de Barcelona (1995).